# 호소카와 도시시게
호소카와 도시시게(일본어: 細川利重, 1647년 1월 20일 ~ 1687년 9월 21일)는 에도 시대 전기의 다이묘이다. 히고 구마모토 신덴 번 초대 번주를 지냈다.
구마모토 번주 호소카와 미쓰나오의 차남으로 태어났다.
| 전임 (호소카와 미쓰나오) | 제1대 다카세 호소카와가 당주 1666년 ~ 1687년 | 후임 호소카와 도시마사 |

|  | 제1대 히고 신덴번 번주 (다카세 호소카와가) 1666년 ~ 1687년 | 후임 호소카와 도시마사 |